# Adesmia corymbosa
Adesmia corymbosa es una especie de planta floral del género Adesmia, categorizada en la tribu Dalbergieae, de la subfamilia Faboideae.

## Distribución
Especie nativa de Argentina y Chile. Crece en el bioma templado.

## Taxonomía
Fue descrita por Clos y publicada en C.Gay, Fl. Chil. 2: 165 (1847).
Sinónimos homotípicos
- Patagonium corymbosum (Clos) Kuntze.[1]